# Hawthornden (äpple)

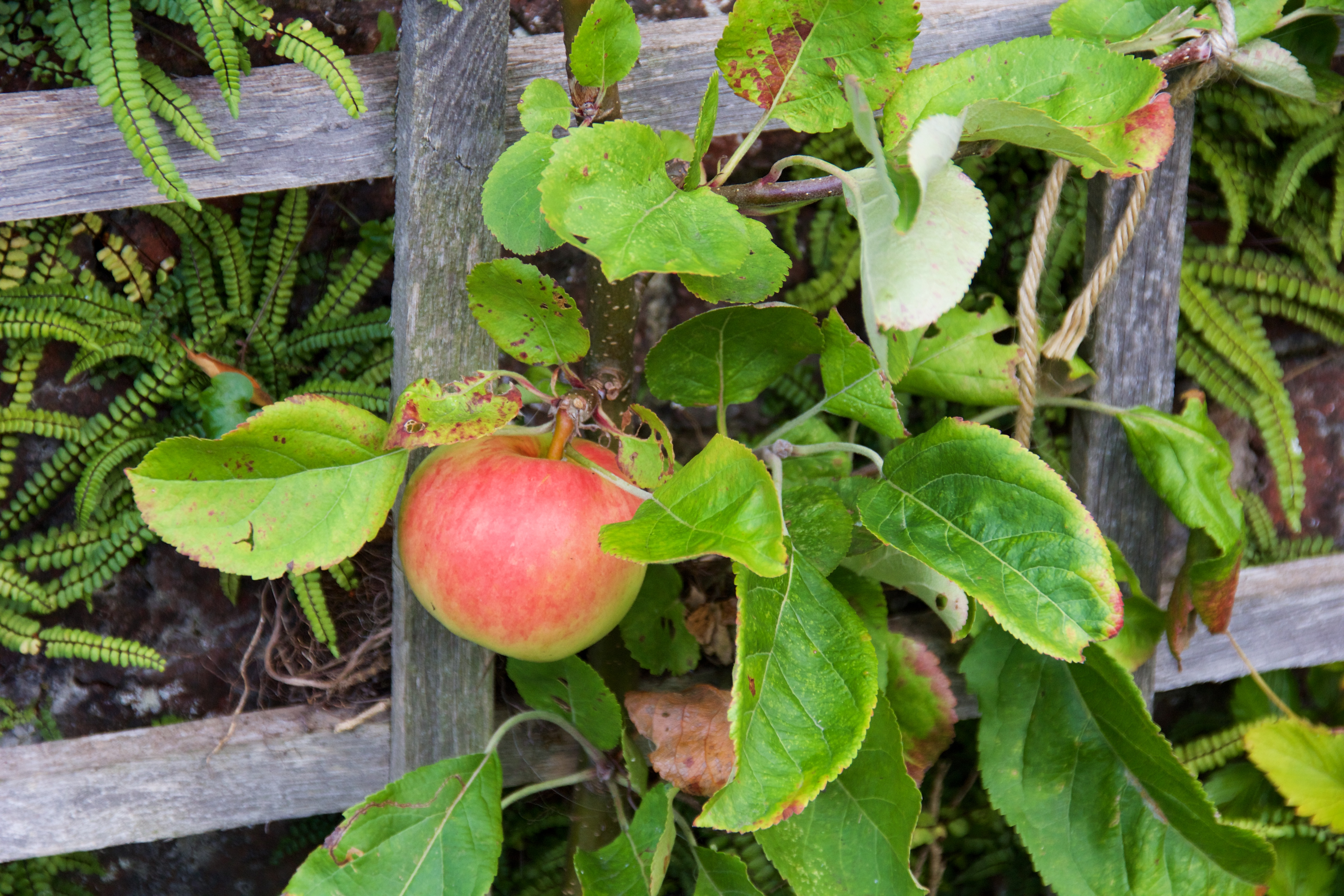
Äppelsorten Hawthornden

Hawthornden (litografi av målning av Henriette Sjöberg (1842–1915)).

Hawthornden är en äppelsort som härstammar från Skottland. Känt sedan år 1780. Trädet är frisk men växer ej starkt och blir litet. Bördigheten inträffar mycket tidigt. Det är ett medelstort, plattrunt äpple med grönvit till gulvit grundfärg med en marmorerad röd täckfärg på solbelysta frukter. Lukten är svag och ej behaglig. Frukten har ett medelstort högt beläget kärnhus. Blommar samtidigt som Katja. Skaftet är grovt och 20-25 mm långt. Kärnorna är små och korta. Medelskördetid vid Alnarp (zon 1) den 1 oktober. En del av skörden utgöres av för små frukter. Hållbar cirka 1 månad. Kokar snabbt sönder till mos. Äpplet är en hushållsfrukt med syrligt fruktkött utan arom eller sötma. Frukten kan angripas av skorv och pricksjuka. Slutet kärnhus. Brunfärgas långsamt. Spreds i Sverige på 1870-talet från Vibyholm i Sörmland.
Fanns med i plantskolan Alnarps Trädgårdars katalog år 1869. Ett av de första hushållsäpplena från Storbritannien som spreds i Sverige.